# Páll Klettskarð
Páll Andrasson Klettskarð (ur. 17 maja 1990) – farerski piłkarz występujący na pozycji napastnika w klubie KÍ Klaksvík oraz w reprezentacji Wysp Owczych.

## Kariera klubowa
Klettskarð rozpoczął karierę w klubie KÍ Klaksvík, rozgrywając swój debiut w pierwszym składzie 8 lipca 2007 roku. Był to w tamtym sezonie jego jedyny mecz w rozgrywkach najwyższej ligi, gdyż pozostałe piętnaście rozegrał w drugiej drużynie, występującej wówczas w 1. deild Wysp Owczych. Zdobył dla niej wówczas trzy bramki. W sierpniu 2007 podpisał umowę z duńskim Fremad Amager, w którego składzie przebywał przez rok, występując jednokrotnie w jego barwach. Następnie wrócił na jedno spotkanie do KÍ Klaksvík, by ostatecznie pozostać w duńskim klubie, występującym od 2008 roku pod nazwą FC Amager. Zagrał tam dwa spotkania, by powrócić do KÍ w 2009 roku po tym, jak klub zbankrutował. W zespole z Klaksvík zagrał ponownie 19 lipca, zdobywając bramkę w przegranym 2:4 meczu przeciwko B68 Toftir. Łącznie wystąpił w siedmiu meczach i strzelił dwie bramki. We wrześniu tego samego roku przeniósł się do trzecioligowego, duńskiego Vanløse IF, gdzie pozostał przez cały sezon.
W połowie następnego roku Klettskarð dołączył do Víkingura Gøta i zadebiutował strzelając bramkę w spotkaniu przeciwko B36 Tórshavn, w ramach szesnastej kolejki Vodafonedeildin 2010, 29 lipca. Jego zespół wygrał wówczas 3:1. Do końca roku wystąpił w piętnastu meczach i strzelił pięć bramek, zaś w sezonie 2011 grał dwanaście razy dla pierwszego składu i zdobył dwie bramki. Jego klub zajmował kolejno piąte i trzecie miejsca w tabeli ligowej.
W listopadzie 2011 roku zawodnik przeniósł się do KÍ Klaksvík, gdzie rozpoczął grę od sezonu 2012. Po raz pierwszy wystąpił 25 marca w meczu pierwszej kolejki w zremisowanym 1:1 meczu przeciwko EB/Streymur. Pierwszą bramkę zaś strzelił 9 kwietnia w wygranym 4:2 meczu Pucharu Wysp Owczych 2012 przeciwko NSÍ Runavík. Występuje tam do dziś i ma dotychczas na swoim koncie osiemdziesiąt siedem bramek w stu trzydziestu ośmiu meczach. W roku 2012 uznano go za najlepszego młodego piłkarza roku oraz najlepszego napastnika, współdzielił wówczas także z Claytonem Soaresem tytuł króla strzelców ligi (22 gole).

## Kariera reprezentacyjna
Páll Klettskarð zadebiutował w reprezentacji U-17 14 października 2005 roku w meczu przeciwko Niemcom (0:4) i zagrał w niej później dziewięć kolejnych spotkań, strzelając w nich dwa gole. Grał także w sześciu meczach reprezentacji U-19, z których pierwszy, przeciwko Turcji (1:3) odbył się 10 października 2007. Później występował także reprezentacji U-21, w której zadebiutował 6 czerwca 2009 w przegranym 0:4 meczu przeciwko Rumunii. Łącznie zagrał w niej w czternastu meczach.
21 lutego 2013 roku w towarzyskim spotkaniu przeciwko Tajlandii Klettskarð zagrał po raz pierwszy w reprezentacji Wysp Owczych. Dotychczas wystąpił w dwunastu spotkaniach, nie zdobywając żadnej bramki.

## Sukcesy

### Indywidualne
- Napastnik Roku Effodeildin: 2012
- Młody Piłkarz Roku Effodeildin: 2012
- Król strzelców Effodeildin: 2012 (wraz z Claytonem Soaresem)
- Drużyna Roku Effodeildin: 2016

## Życie prywatne
Matką Pálla jest Óluva Klettskarð, poseł na Løgting, była Minister Kultury Wysp Owczych, reprezentująca partię Republika. Jego nazwisko pochodzi z miejscowości Skarð, którą opuszczono po wypadku, do którego doszło 23 grudnia 1913 roku. Wszyscy mężczyźni z miejscowości zginęli wówczas na morzu, a wśród nich pradziad Klettskarða.
W lipcu 2016 roku Páll Klettskarð wziął udział w polowaniu na wieloryby w okolicy Hvannasundu, a zdjęcia, na których się znalazł zostały wykorzystane w kampanii przeciw wielorybnictwu Sea Shepherd Conservation Society. Zawodnik otrzymał wówczas wiele wiadomości na portalu Facebook potępiających jego zachowanie.